# Edison (Georgia)
Edison, miasto w hrabstwie Calhoun w stanie Georgia w Stanach Zjednoczonych.

## Demografia
Liczba mieszkańców, zgodnie ze spisem z 2000 roku, wyniosła 1340 osób. Miasteczko ma powierzchnię 6,06 km². W 2023 liczba mieszkańców spadła do 1177 osób, a gęstość zaludnienia poniżej 195 osób/km².